# سسترسيوس

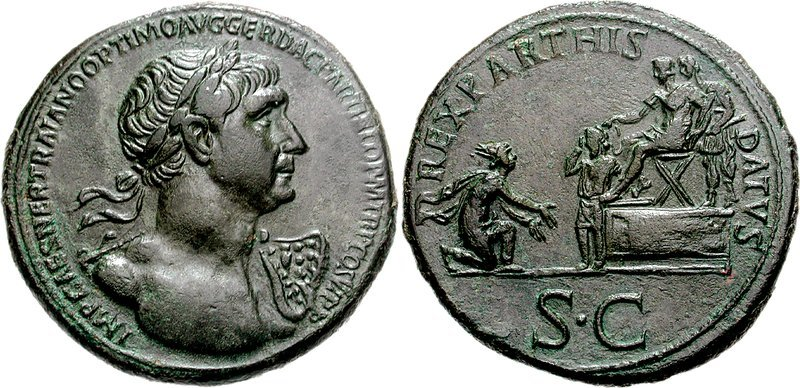
سسترسيوس الإمبراطور تراجان، روما، 116–117 م

السسترسيوس (باللاتينية: sestertius) هو عملة رومانية كانت مصنوعة من الفضة في البداية، ثم أصبحت لاحقا من البرونز أو سبيكة النحاسية منذ عهد أغسطس. كانت قيمته تساوي أسين ونصف (أي 2.5 أس)، وهو ما يشير إليه اسمه المشتق من الكلمتين اللاتينيتين (باللاتينية: semis) («نصف») و(باللاتينية: tertius) («الثالث»). كانت العملة ترمز بالاختصار IIS أو HS، حيث تشير II إلى رقم 2 باللاتينية وS إلى «نصف» (نصف الأس). وقد ربط بعض المؤرخين هذا الرمز بأصل رمز الدولار ($).
في العصر الجمهوري، كانت السسترسيوس تُسك كقطعة فضية صغيرة. ولكن بعد الإصلاح النقدي في عهد أغسطس، أصبحت عملة كبيرة الحجم مصنوعة من معادن غير ثمينة، وذات جودة عالية وصور دقيقة.

## التاريخ

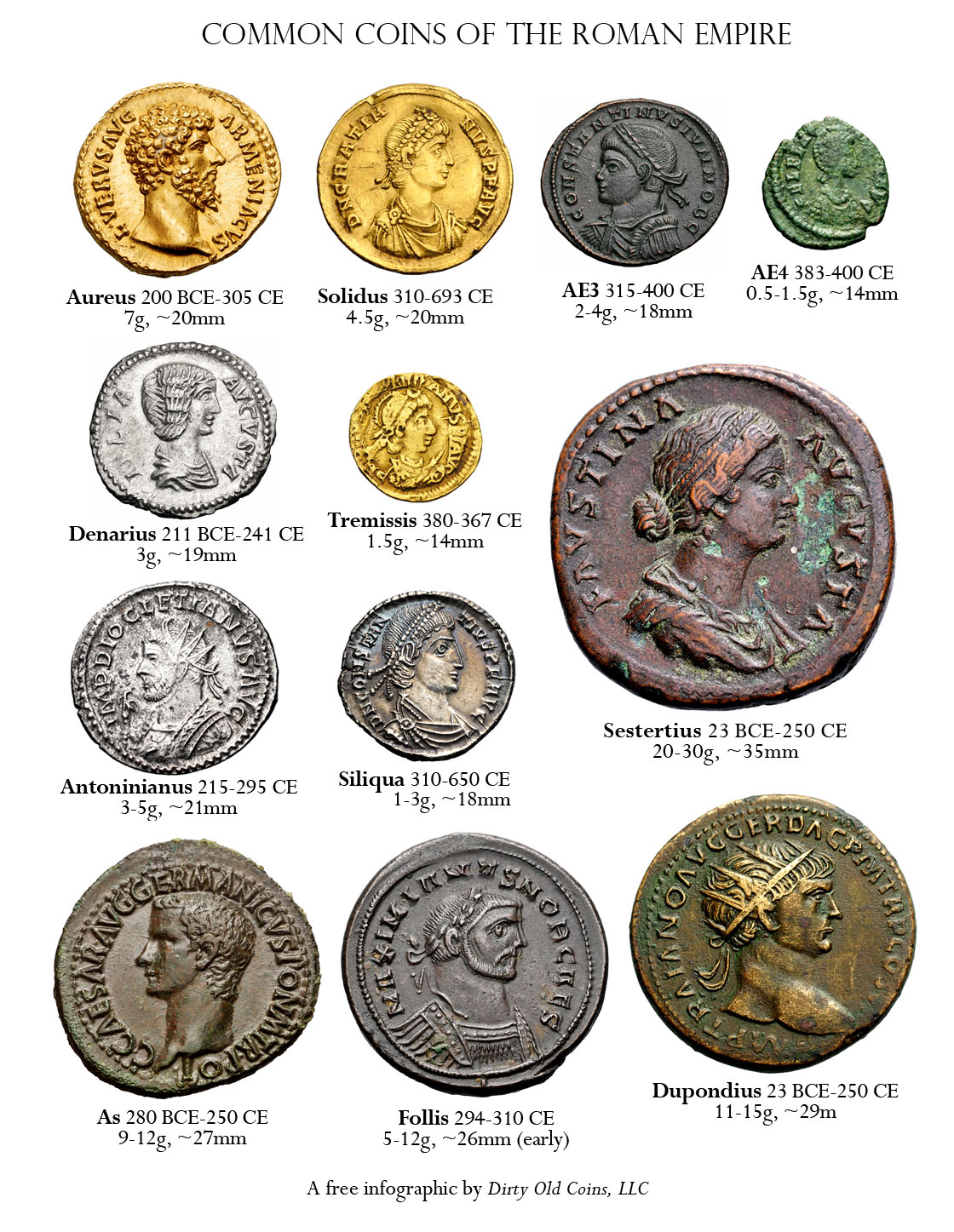
العملات الرومانية الأكثر تداولًا وأحجامها النسبية في العصر الإمبراطوري

كانت السسترسيوس في الأصل عملة فضية تزن حوالي 1 سكروبول (حوالي 1.137 غرام) وتعادل ¼ ديناريوس. وكانت قيمتها في الفترة بين 268 و217 ق.م تساوي 2.5 أس، أي أسّين ونصف. ومن هنا جاءت الإشارة الرمزية IIS.
في سنة 217 ق.م، تراجع وزن الديناريوس بسبب الإصلاحات النقدية، وهو ما انعكس بشكل طفيف على السسترسيوس، فاستمر وزنها قريبًا من السكروبول الواحد. وربما لهذا السبب استُخدمت السسترسيوس كوحدة مرجعية لتحديد قيمة العملات الذهبية، التي بدأ إصدارها في 209 ق.م.
ابتداءً من سنة 217 ق.م (أو حسب بعض المصادر 211 أو 269)، أُدخل نظام نقدي جديد في روما، يشمل عملات ذهبية وفضية وبرونزية. كان الديناريوس في هذا النظام يساوي 10 أسات. وكانت هناك عملات فضية: الديناريوس (10 أسات)، والكويناريوس (5 أسات)، والسسترسيوس (2.5 أس). وقد كان الديناريوس يزن حوالي 4.55 غرام بنسبة نقاء 980 ‰، أو ما يعادل 1⁄72 من الرطل (4 سكروبول).
في القرن الثالث الميلادي، بدأت قيمة السسترسيوس بالتراجع، وتدهورت جودتها، إلى أن توقفت عن التداول في نهاية عهد فاليريا وجالينوس وبوستوموس (نهاية القرن الثالث الميلادي).
من غير المؤكد متى توقفت نهائيًا عن التداول، لكن من المعروف أن العملات الرومانية استمرت في الاستخدام حتى بعد انهيار الإمبراطورية وانقسامها. وتُعد السسترسيوس الإمبراطورية اليوم من بين أغلى العملات الرومانية التي يبحث عنها الجامعون والمهتمون بالنقود القديمة.